# ماتي باتورينا
ماتي باتورينا (بالكرواتية: Mate Baturina)‏ هو لاعب كرة قدم كرواتي في مركز الوسط، ولد في 1 أغسطس 1973 في سبليت في كرواتيا. شارك مع منتخب كرواتيا تحت 21 سنة لكرة القدم ومنتخب كرواتيا لكرة القدم. أما مع النوادي، فقد لعب مع نادي بني يهودا تل أبيب ونادي زغرب ونادي غراسهوبر زيوريخ وهايدوك سبليت.

## وصلات خارجية
- ماتي باتورينا على موقع قاعدة بيانات كرة القدم.إي يو (الإنجليزية)
- ماتي باتورينا على موقع ناشيونال فوتبول تيمز (الإنجليزية)
- ماتي باتورينا على موقع عالم كرة القدم.نت (الإنجليزية)